# Koumaradei
Koumaradei (griechisch Κουμαραδαίοι (m. pl.)) ist ein Dorf im Zentrum der griechischen Insel Samos. Seit 2011 bildet das Dorf zusammen mit dem Kloster Megali Panagia die gleichnamige Ortsgemeinschaft (Topiki Kinotita Koumaradeon Τοπική Κοινότητα Κουμαραδαίων) im Gemeindebezirk Pythagorio.

## Lage
Koumaradei liegt auf der Südostseite des Ambelos-Gebirges in einer Höhe von 330 Metern an der Landstraße Vathy-Karlovasi (Επαρχιακή Οδός Βαθιού-Καρλοωάσου). Das verwaltungstechnisch zur Ortsgemeinschaft zählende Kloster Megali Panagia (Μονή Μεγάλης Παναγίας) liegt an der Straße nach Myli etwas mehr als einen Kilometer südlich des Dorfes. Die nächstgelegenen Orte sind Pyrgos knapp 3 Kilometer westlich, Mavratzei knapp 2,8 Kilometer nordöstlich, Chora 5,9 Kilometer östlich und Myli 3,3 Kilometer südöstlich.
An die Ortsgemeinschaft Koumaradei grenzen im Norden Pandroso, im Osten Mavratzei, im Süden Myli und im Westen Pyrgos an.

## Geschichte
Als Com(m)area wurde das Dorf erstmals 1702 von Tournefort erwähnt. Möglicherweise ist es auch identisch mit dem bereits 1632 in einem osmanischen Kopfsteuer-Register aufgeführten Dorf namens Komar oder Kokar. Diese Zuordnung zu Koumaradei ist noch nicht abschließend geklärt, wird aber wegen der geographischen Nähe weiterer im Register erwähnter Orte als identisch angesehen. Der Ortsname ist von den Früchten des Erdbeerbaumes abgeleitet, die im Griechischen koumara (κούμαρα pl.) genannt werden.
Zur Zeit des Fürstentums zählte Coumareidi zur damaligen Gemeinde Chora. Das Dorf bestand 1869 aus 66 Häusern und einer Kirche. Die 248 Einwohner betrieben überwiegend Landwirtschaft. Zu Beginn des 20. Jahrhunderts war das Dorf von 341 Einwohnern bewohnt.
Nach dem Anschluss von Samos an Griechenland bildete Koumaradei von 1918 bis 1997 die gleichnamige Landgemeinde (Kinotita Koumaradeon Κοινότητα Κουμαραδαίων), zwischenzeitlich wurde das Kloster Megali Panagia 1940 eingemeindet. Mit der Umsetzung der Gebietsreform 1997 erfolgte die Vereinigung mit zehn weiteren Landgemeinden zur Gemeinde Pythagorio. Durch die nach dem Kallikratis-Programm 2010 beschlossene Verwaltungsreform wurden die bisherigen vier Inselgemeinden zur Gemeinde Samos zusammengelegt, Koumaradei erhielt den Status einer Ortsgemeinschaft (Τοπική Κοινότητα).
Einwohnerentwicklung von Koumaradei
| Name                  | griechischer Name     | 1913 | 1920 | 1928 | 1940 | 1951 | 1961 | 1971 | 1981 | 1991 | 2001 | 2011 |
| --------------------- | --------------------- | ---- | ---- | ---- | ---- | ---- | ---- | ---- | ---- | ---- | ---- | ---- |
| Koumaradei            | Κουμαραδαίοι          | 374  | 358  | 330  | 364  | 309  | 273  | 200  | 175  | 190  | 157  | 123  |
| Moni Megalis Panagias | Μονή Μεγάλης Παναγίας |      |      |      | 007  | 002  | 002  | 003  | 003  | -    | 001  | 007  |
| Gesamt                | Gesamt                |      | 358  | 330  | 371  | 311  | 275  | 203  | 178  | 190  | 158  | 130  |